# Monanthotaxis foliosa
Monanthotaxis foliosa (Engl. & Diels) Verdc. – gatunek rośliny z rodziny flaszowcowatych (Annonaceae Juss.). Występuje naturalnie w Ghanie, południowej Nigerii, w zachodniej części Republiki Środkowoafrykańskiej, w Kamerunie oraz Gabonie. 

## Morfologia
PokrójZimozielone i zdrewniałe liany dorastające do 2,7 m wysokości. Młode pędy są owłosione.
LiścieMają eliptycznie odwrotnie jajowaty kształt. Mierzą 5,5–13,5 cm długości oraz 3–7 cm szerokości. Są lekko owłosione od spodu. Nasada liścia jest od prawie sercowatej do zaokrąglonej. Blaszka liściowa jest o tępym wierzchołku. Ogonek liściowy jest omszony i dorasta do 5 mm długości.
KwiatyZebrane w gęste pęczki o kulistym kształcie przypominające baldachy. Mają żółtą barwę. Mierzą 3–4 mm średnicy. Działki kielicha mają trójkątny kształt i dorastają do 1 mm długości. Płatki mają odwrotnie jajowaty kształt i osiągają do 3–4 mm długości. Kwiaty mają 9 pręcików i 6 słupków o jajowatym kształcie i długości 1 mm.

## Biologia i ekologia
Rośnie we wtórnym wiecznie zielonym lesie, często na jego skraju. Występuje na wysokości od 600 do 80 m n.p.m.

## Zmienność
W obrębie tego gatunku wyróżniono jedną odmianę:
- Monanthotaxis foliosa var. ferruginea (Robyns & Ghesq.) Verdc.